# Estanys Forcats
Estanys Forcats är sjöar i Andorra. De ligger i parroquian La Massana, i den västra delen av landet. Estanys Forcats ligger 2 663 meter över havet.
Sjön ligger nära bergstoppen Pic de Medécourbe. 